# ミオカ
ミオカ（英文名称:mioka）は、神奈川県横浜市港南区上大岡西にある商業施設。

## 概要
この施設が建つ以前には、上大岡三越エレガンス旧館（長田ビル）やその駐車場、ダイクマ横浜店などが存在していた。これらの一角を再開発し、2010年4月16日にオープンした。建物は地上33階、地下2階からなる。地下2階には24時間営業の有料駐車場、地下1階から地上6階までの商業施設の部分を「ミオカ」、地上7階から33階までの部分は高層住居となっており「上大岡タワー ザ レジデンス」と称している。
隣にあるショッピングセンター「リストガーデンスクエア」も“miokaリスト館”として2010年4月16日にリニューアルオープンした。

## フロア構成
| 階       | mioka                | miokaリスト館 |
| -------- | -------------------- | ------------- |
| 8階-33階 | マンション           | なし          |
| 7階      | マンション           | 専門店        |
| 6階      | レストラン街         | 専門店        |
| 5階      | ヤマダデンキ         | なし          |
| 4階      | ヤマダデンキ         | 専門店        |
| 3階      | ヤマダデンキ・映画   | 専門店        |
| 2階      | ヤマダデンキ・専門店 | 専門店        |
| M2階     | 専門店               | なし          |
| 1階      | ヤマダデンキ・専門店 | 専門店        |
| 地下1階  | ヤマダデンキ         | 食品          |
| 地下2階  | 駐車場               | なし          |

### 備考
- ミオカリスト館の5階には、かつてフロアが存在したが消滅した。

## 主なテナント
- フードウェイ（スーパーマーケット）
- ヤマダデンキLABI上大岡（家電）[1]
- コナミスポーツクラブ上大岡
- 三井住友信託銀行上大岡支店
- TOHOシネマズ上大岡
- 眼鏡市場
- サイゼリヤ
- とんかつ勝
- とんこつラーメン七志
- La Pausa
- しゃぶ葉
- 焼肉ダイニングちからや
- 横濱一品香
- サンドラッグ
- 湘南信用金庫
- ライトオン
- カフェ・ド・クリエ
- ABCマート
- セリア
- イーオン（英会話）
- ローソン
- かっぱ寿司

### TOHOシネマズ上大岡
3階にあるTOHOシネマズの運営によるシネマコンプレックス。9スクリーン、1,686席（車椅子18席）を有する。
| No. | 座席 | 車椅子 | サイズ(m) | サイズ(m) | 備考 |
| No. | 座席 | 車椅子 | 縦        | 横        | 備考 |
| --- | ---- | ------ | --------- | --------- | ---- |
| 1   | 82   | 2      | 3.0       | 7.2       |      |
| 2   | 128  | 2      | 3.5       | 8.3       |      |
| 3   | 198  | 2      | 3.6       | 8.6       |      |
| 4   | 221  | 2      | 3.7       | 8.7       |      |
| 5   | 418  | 2      | 7.3       | 17.2      |      |
| 6   | 87   | 2      | 3.0       | 7.2       |      |
| 7   | 128  | 2      | 3.5       | 8.3       |      |
| 8   | 198  | 2      | 3.6       | 8.6       |      |
| 9   | 221  | 2      | 3.7       | 8.7       |      |

## 交通
地下1階で横浜市営地下鉄上大岡駅と直結している。京急本線上大岡駅へは地下鉄通路の他、ミオカリスト館2階に直結した歩道橋でウィング上大岡を経由してアクセスできる。